# Mamostong Kangri
Der Mamostong Kangri oder Mamostang Kangri ist der höchste Gipfel des Rimo Muztagh, einem Teilbereich des Karakorums.

## Lage und Eigenschaften
Der Mamostong Kangri liegt in Indien nahe der umstrittenen Grenze zu Pakistan, ungefähr 30 km südöstlich des Siachengletschers. Er ist der 48. höchste, unabhängige Gipfel der Welt (mit über 500 m Schartenhöhe). Viele Gletscher wie der Südliche Chong-Kumdan-, der Kichik-Kumdan- (Thangman-), der Mamostong- und der Südliche Teronggletscher bedecken die Hänge des Mamostong Kangri.

## Besteigungsgeschichte
Der Mamostong Kangri hat wegen seines abgelegenen Standorts und des prekären politischen und militärischen Lage seines Gebiets nicht viele Bergsteiger gesehen. Die erste europäische Erforschung des Gipfels fand 1907 durch Arthur Neve und D. G. Oliver statt. Die Erstbesteigung glückte erst 1984 einer indo-japanischen Expedition über den Nordostkamm nach einer komplizierten Annäherung. Die Gipfel-Seilschaft umfasste N. Yamada, K. Yoshida, R. Sharma, P. Das und H. Chauhan. Der Himalajaindex verzeichnet vier weitere Besteigungen des Gipfels, jedoch könnten zwei dieser Auflistungen ein und derselbe Aufstieg sein.